# Хронологія світових рекордів з плавання на дистанції 50 метрів батерфляєм

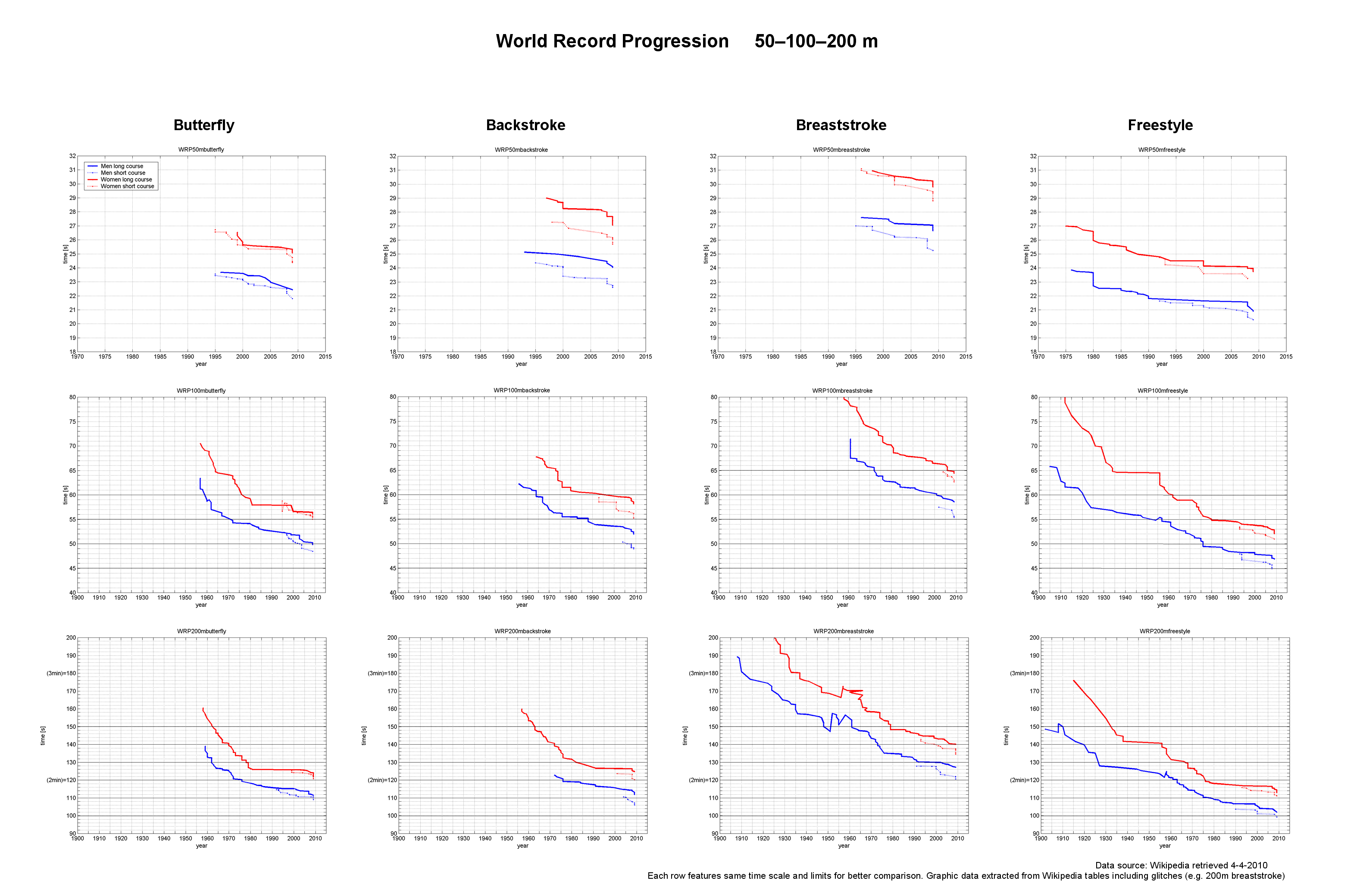
Графіки встановлення світових рекордів з плавання серед чоловіків та жінок на дистанціях 50 м-100 м-200 м на довгій та короткій воді батерфляєм, на спині, брасом і вільним стилем

У цій статті подано хронологію світових рекордів з плавання на дистанції 50 метрів батерфляєм на довгій (50 м) та короткій воді (25 м). Ці рекорди реєструє/визнає Міжнародна федерація плавання (ФІНА), яка наглядає за міжнародними змаганнями з водних видів спорту. Як і в плаванні на 50 м на спині та брасом ФІНА офіційно реєструє рекорди в цій дисципліні від початку 1990-х років.
Різке поліпшення світових рекордів у 2008/2009 роках збіглося в часі з запровадженням поліуретанових плавальних костюмів фірм Speedo (LZR, 50% поліуретану) 2008 року та Arena (X-Glide), Adidas (Hydrofoil), Jaked (всі зі 100% поліуретану) 2009 року. У січні 2010 ФІНА заборонила плавальні костюми зроблені з будь-якого матеріалу окрім текстилю. Крім того, FINA опублікувала список дозволених плавальних костюмів.

## Чоловіки

### На довгій воді
| #   | Час   |      | Ім'я             | Країна    | Дата           | Змагання            | Місце                          | Пос.  |
| --- | ----- | ---- | ---------------- | --------- | -------------- | ------------------- | ------------------------------ | ----- |
| WBT | 23.68 |      | Денис Панскратов | Росія     | 10 серпня 1996 | Meet of Champions   | Мюлуз, Франція                 |       |
| 1   | 23.60 |      | Джефф Г'юджилл   | Австралія | 14 травня 2000 | Чемпіонат Австралії | Сідней, Австралія              |       |
| 2   | 23.44 | (пф) | Джефф Г'юджилл   | Австралія | 27 липня 2001  | Чемпіонат світу     | Фукуока, Японія                |       |
| 3   | 23.43 |      | Метт Велш        | Австралія | 21 липня 2003  | Чемпіонат світу     | Барселона, Іспанія             |       |
| 4   | 23.30 |      | Іян Крокер       | США       | 29 лютого 2004 | Big 12 Time Trials  | Остін, Сполучені Штати Америки | [ 2 ] |
| 5   | 23.01 | (пф) | Роланд Шуман     | ПАР       | 24 липня 2005  | Чемпіонат світу     | Монреаль, Канада               |       |
| 6   | 22.96 |      | Роланд Шуман     | ПАР       | 25 липня 2005  | Чемпіонат світу     | Монреаль, Канада               | [ 3 ] |
| 7   | 22.43 | пф   | Рафаель Муньйос  | Іспанія   | 5 квітня 2009  | Чемпіонат Іспанії   | Малага, Іспанія                | [ 4 ] |
| 8   | 22.27 |      | Андрій Говоров   | Україна   | 1 липня 2018   | Sette Colli Trophy  | Рим, Італія                    | [ 5 ] |

### На короткій воді
| #   | Час   |      | Ім'я            | Країна          | Дата              | Змагання                             | Місце                                 | Пос.   |
| --- | ----- | ---- | --------------- | --------------- | ----------------- | ------------------------------------ | ------------------------------------- | ------ |
| 1   | 24.11 |      | Марсель Жері    | Канада          | 23 лютого 1990    | Кубок світу                          | Лестер, Об'єднане Королівство         |        |
| 2   | 24.05 |      | Нільс Рудольф   | Німеччина       | 29 березня 1991   | Кубок світу                          | Шеффілд, Об'єднане Королівство        |        |
| 3   | 23.72 |      | Марк Фостер     | Велика Британія | 13 лютого 1993    | Кубок світу                          | Гельзенкірхен, Німеччина              | [ 6 ]  |
| 3=  | 23.72 |      | Марк Фостер     | Велика Британія | 19 березня 1994   | Кубок світу                          | Гельзенкірхен, Німеччина              |        |
| 4   | 23.68 |      | Марк Фостер     | Велика Британія | 22 березня 1994   | Кубок світу                          | Шеффілд, Об'єднане Королівство        | [ 7 ]  |
| 5   | 23.55 |      | Марк Фостер     | Велика Британія | 11 лютого 1995    | Кубок світу                          | Шеффілд, Об'єднане Королівство        |        |
| 6   | 23.45 |      | Марк Фостер     | Велика Британія | 15 грудня 1995    | -                                    | Шеффілд, Об'єднане Королівство        |        |
| 7   | 23.35 |      | Денис Панкратов | Росія           | 8 лютого 1997     | Кубок світу                          | Париж, Франція                        |        |
| 8   | 23.30 |      | Мілош Мілошевич | Хорватія        | 12 грудня 1998    | Чемпіонат Європи на короткій воді    | Шеффілд, Об'єднане Королівство        |        |
| 9   | 23.21 |      | Майкл Клім      | Австралія       | 5 вересня 1999    | Чемпіонат Австралії на короткій воді | Канберра, Австралія                   |        |
| 10  | 23.19 | (пз) | Ларс Фреландер  | Швеція          | 19 березня 2000   | Чемпіонат світу на короткій воді     | Афіни, Греція                         |        |
| 11  | 23.11 | (tt) | Майкл Клім      | Австралія       | 19 червня 2000    | AIS                                  | Канберра, Австралія                   |        |
| 12  | 22.87 |      | Марк Фостер     | Велика Британія | 17 січня 2001     | Кубок світу                          | Шеффілд, Об'єднане Королівство        |        |
| 13  | 22.84 |      | Джефф Г'юджилл  | Австралія       | 7 грудня 2001     | Кубок світу                          | Мельбурн, Австралія                   |        |
| 13= | 22.84 |      | Джефф Г'юджилл  | Австралія       | 22 січня 2002     | Кубок світу                          | Стокгольм, Швеція                     |        |
| 14  | 22.74 | (пз) | Джефф Г'юджилл  | Австралія       | 26 січня 2002     | Кубок світу                          | Берлін, Німеччина                     |        |
| 15  | 22.71 |      | Іян Крокер      | США             | 10 жовтня 2004    | Чемпіонат світу на короткій воді     | Індіанаполіс, Сполучені Штати Америки |        |
| 16  | 22.60 |      | Кайо де Алмейда | Бразилія        | 17 грудня 2005    | Чемпіонат Бразилії на короткій воді  | Сантус, Бразилія                      |        |
| 17  | 22.50 |      | Метт Яукович    | Австралія       | 25 жовтня 2008    | Кубок світу                          | Сідней, Австралія                     | [ 8 ]  |
| 18  | 22.29 |      | Аморі Лево      | Франція         | 6 грудня 2008     | Чемпіонат Франції на короткій воді   | Анже, Франція                         | [ 9 ]  |
| 19  | 22.18 | (пз) | Аморі Лево      | Франція         | 14 грудня 2008    | Чемпіонат Європи на короткій воді    | Рієка, Хорватія                       | [ 10 ] |
| 20  | 21.80 |      | Штеффен Дайблер | Німеччина       | 14 листопада 2009 | Кубок світу                          | Берлін, Німеччина                     | [ 11 ] |
| 21  | 21.75 |      | Ніколас Сантуш  | Бразилія        | 6 жовтня 2018     | Кубок світу                          | Будапешт, Угорщина                    | [ 12 ] |
| 21= | 21.75 |      | Себастьян Сабо  | Угорщина        | 6 листопада 2021  | Чемпіонат Європи на короткій воді    | Казань, Росія                         | [ 13 ] |
| 22  | 21.67 | пз   | Ное Понті       | Швейцарія       | 20 жовтня 2024    | Кубок світу                          | Шанхай, Китай                         |        |
| 23  | 21.50 | пз   | Ное Понті       | Швейцарія       | 2 листопада 2024  | Кубок світу                          | Сінгапур, Сінгапур                    |        |
| 24  | 21.43 | пф   | Ное Понті       | Швейцарія       | 10 грудня 2024    | Чемпіонат світу                      | Будапешт, Угорщина                    |        |
| 25  | 21.32 |      | Ное Понті       | Швейцарія       | 10 грудня 2024    | Чемпіонат світу                      | Будапешт, Угорщина                    |        |

## Жінки

### На довгій воді
| #  | Час   |      | Ім'я                  | Країна     | Дата           | Змагання                | Місце                          | Пос.   |
| -- | ----- | ---- | --------------------- | ---------- | -------------- | ----------------------- | ------------------------------ | ------ |
| 1  | 26.54 |      | Інге де Бройн         | Нідерланди | 18 червня 1999 | Чемпіонат Нідерландів   | Амерсфорт, Нідерланди          |        |
| 2  | 26.39 |      | Анна-Карін Каммерлінг | Швеція     | 1 липня 1999   | Чемпіонат Швеції        | Halmstad, Швеція               |        |
| 3  | 26.29 |      | Анна-Карін Каммерлінг | Швеція     | 27 липня 1999  | Чемпіонат Європи        | Стамбул, Туреччина             |        |
| 4  | 25.83 | (пз) | Інге де Бройн         | Нідерланди | 20 травня 2000 | Mare Nostrum            | Монте-Карло, Монако            |        |
| 5  | 25.64 | (пз) | Інге де Бройн         | Нідерланди | 26 травня 2000 | Super Speedo Grand Prix | Шеффілд, Об'єднане Королівство |        |
| 6  | 25.57 |      | Анна-Карін Каммерлінг | Швеція     | 30 липня 2002  | Чемпіонат Європи        | Берлін, Німеччина              |        |
| 7  | 25.46 |      | Тереза Альсгаммар     | Швеція     | 13 червня 2007 | Mare Nostrum            | Барселона, Іспанія             | [ 18 ] |
| 8  | 25.33 |      | Марлен Велдгойс       | Нідерланди | 19 квітня 2009 | Swim Cup Amsterdam      | Амстердам, Нідерланди          | [ 19 ] |
| 9  | 25.07 | пф   | Тереза Альсгаммар     | Швеція     | 31 липня 2009  | Чемпіонат світу         | Рим, Італія                    | [ 20 ] |
| 10 | 24.43 |      | Сара Шестрем          | Швеція     | 5 липня 2014   | Чемпіонат Швеції        | Бурос, Швеція                  |        |

### На короткій воді
| #  | Час   |      | Ім'я                  | Країна    | Дата              | Змагання                          | Місце                                    | Пос.   |
| -- | ----- | ---- | --------------------- | --------- | ----------------- | --------------------------------- | ---------------------------------------- | ------ |
| 1  | 27.54 |      | Крістіане Зіверт      | НДР       | 10 лютого 1990    | Етап Кубка світу                  | Бонн, Німеччина                          |        |
| 2  | 26.73 |      | Емі Ван Дікен         | США       | 1 лютого 1995     | Етап Кубка світу                  | Еспоо, Фінляндія                         |        |
| 3  | 26.56 | (пз) | Енджела Кеннеді       | Австралія | 12 лютого 1995    | Етап Кубка світу                  | Шеффілд, Об'єднане Королівство           |        |
| 4  | 26.55 | †    | Місті Гаймен          | США       | 19 квітня 1997    | Чемпіонат світу на короткій воді  | Гетеборг, Швеція                         |        |
| 5  | 26.48 |      | Дженні Томпсон        | США       | 29 листопада 1997 | Canada Open                       | Торонто, Канада                          |        |
| 6  | 26.05 | (пз) | Дженні Томпсон        | США       | 2 грудня 1998     | Етап Кубка світу                  | Колледж-Стейшен, Сполучені Штати Америки |        |
| 7  | 26.00 |      | Дженні Томпсон        | США       | 18 листопада 1999 | Етап Кубка світу                  | Колледж-Парк, Сполучені Штати Америки    |        |
| 8  | 25.64 |      | Анна-Карін Каммерлінг | Швеція    | 10 грудня 1999    | Чемпіонат Європи на короткій воді | Лісабон, Португалія                      | [ 21 ] |
| 9  | 25.60 |      | Анна-Карін Каммерлінг | Швеція    | 15 грудня 2000    | Чемпіонат Європи на короткій воді | Валенсія, Іспанія                        |        |
| 10 | 25.36 |      | Анна-Карін Каммерлінг | Швеція    | 25 січня 2001     | Етап Кубка світу                  | Стокгольм, Швеція                        |        |
| 11 | 25.33 |      | Анна-Карін Каммерлінг | Швеція    | 12 березня 2005   | Чемпіонат Швеції на короткій воді | Гетеборг, Швеція                         |        |
| 12 | 25.32 |      | Фелісіті Гелвес       | Австралія | 11 квітня 2008    | Чемпіонат світу на короткій воді  | Манчестер, Об'єднане Королівство         | [ 22 ] |
| 13 | 25.31 |      | Тереза Альсгаммар     | Швеція    | 12 листопада 2008 | Етап Кубка світу                  | Стокгольм, Швеція                        | [ 23 ] |
| 14 | 24.99 |      | Марік Гверер          | Австралія | 15 листопада 2008 | Етап Кубка світу                  | Берлін, Німеччина                        | [ 24 ] |
| 15 | 24.75 |      | Тереза Альсгаммар     | Швеція    | 17 жовтня 2009    | Етап Кубка світу                  | Дурбан, Південно-Африканська Республіка  | [ 25 ] |
| 16 | 24.46 |      | Тереза Альсгаммар     | Швеція    | 11 листопада 2009 | Етап Кубка світу                  | Стокгольм, Швеція                        | [ 26 ] |
| 17 | 24.38 |      | Тереза Альсгаммар     | Швеція    | 22 листопада 2009 | Етап Кубка світу                  | Сінгапур                                 | [ 27 ] |

## Найкращі 25 за увесь час

### Чоловіки на довгій воді
- Актуально станом на липень 2023[28]

| Міс. | Час   | Плавець                     | Дата           | Місце          | Пос.   |
| ---- | ----- | --------------------------- | -------------- | -------------- | ------ |
| 1    | 22.27 | Андрій Говоров (UKR)        | 1 липня 2018   | Рим            |        |
| 2    | 22.35 | Кайлеб Дрессел (USA)        | 22 липня 2019  | Кванджу        |        |
| 3    | 22.43 | Рафаель Муньйос (ESP)       | 2 квітня 2009  | Малага         |        |
| 4    | 22.60 | Ніколас Сантуш (BRA)        | 11 травня 2019 | Будапешт       |        |
| 5    | 22.62 | Олег Костін (RUS)           | 19 квітня 2023 | Казань         | [ 29 ] |
| 6    | 22.67 | Милорад Чавич (SRB)         | 27 липня 2009  | Рим            |        |
| 7    | 22.68 | Томас Чеккон (ITA)          | 24 липня 2023  | Фукуока        | [ 30 ] |
| 8    | 22.70 | Енріке Мартінс (BRA)        | 26 травня 2017 | Белу-Оризонті  |        |
| 9    | 22.72 | Максім Груссе (FRA)         | 23 липня 2023  | Фукуока        | [ 31 ] |
| 10   | 22.73 | Метт Тарґетт (AUS)          | 27 липня 2009  | Рим            | [ 32 ] |
| 11   | 22.75 | Бенджамін Прауд (GBR)       | 24 липня 2017  | Будапешт       |        |
| 12   | 22.76 | Сезар Сьєло Фільйо (BRA)    | 24 квітня 2012 | Ріо-де-Жанейро |        |
| 13   | 22.79 | Майкл Ендрю (USA)           | 19 червня 2022 | Будапешт       | [ 33 ] |
| 13   | 22.79 | Dare Rose (USA)             | 23 липня 2023  | Фукуока        | [ 31 ] |
| 15   | 22.80 | Diogo Ribeiro (POR)         | 24 липня 2023  | Фукуока        | [ 30 ] |
| 16   | 22.84 | Фредерік Буске (FRA)        | 22 квітня 2009 | Монпельє       |        |
| 16   | 22.84 | Флоран Маноду (FRA)         | 2 серпня 2015  | Казань         |        |
| 16   | 22.84 | Джейкоб Пітерс (GBR)        | 24 липня 2023  | Фукуока        | [ 30 ] |
| 19   | 22.85 | Ділан Картер (TTO)          | 19 червня 2022 | Будапешт       | [ 33 ] |
| 20   | 22.88 | Нілс Корстаньє (NED)        | 11 серпня 2022 | Рим            | [ 34 ] |
| 21   | 22.90 | Роланд Шуман (RSA)          | 26 липня 2009  | Рим            |        |
| 21   | 22.90 | Євген Цуркін (BLR)          | 28 липня 2013  | Барселона      |        |
| 21   | 22.90 | Себастьян Сабо (HUN)        | 22 липня 2019  | Кванджу        |        |
| 24   | 22.91 | Bryan Lundquist (USA)       | 18 липня 2009  | Індіанаполіс   |        |
| 25   | 22.93 | Якоб Скіоетт Андк'яер (DEN) | 27 липня 2009  | Рим            |        |
| 25   | 22.93 | Джозеф Скулінг (SGP)        | 23 липня 2017  | Будапешт       |        |

#### Нотатки
Нижче подано список інших часів, однакових або кращих за 22.93:
- Андрій Говоров проплив ще за 22.48 (2018), 22.53 (2018), 22.69 (2016, 2018), 22.73 (2016, 2018), 22.77 (2017, 2018), 22.80 (2019), 22.81 (2016), 22.82 (2018), 22.84 (2017, 2019), 22.85 (2018), 22.87 (2014, 2018, 2019), 22.89 (2018), 22.90 (2017, 2018), 22.91 (2019), 22.92 (2016, 2017).
- Кайлеб Дрессел проплив ще за 22.57 (2019, 2022), 22.76 (2017), 22.79 (2022), 22.83 (2019), 22.84 (2019, 2022), 22.88 (2022), 22.89 (2017).
- Ніколас Сантуш проплив ще за 22.61 (2017), 22.73 (2022), 22.77 (2019, 2019), 22.78 (2022), 22.79 (2012, 2017, 2019), 22.80 (2017), 22.81 (2013), 22.83 (2022), 22.84 (2017), 22.90 (2015).
- Рафаель Муньйос проплив ще за 22.68 (2009), 22.88 (2009), 22.90 (2009).
- Милорад Чавич проплив ще за 22.69 (2009), 22.75 (2009), 22.83 (2009), 22.93 (2009).
- Олег Костін проплив ще за 22.70 (2019), 22.72 (2022), 22.74 (2019), 22.82 (2020), 22.88 (2019).
- Максім Груссе проплив ще за 22.74 (2023), 22.82 (2023), 22.90 (2022).
- Бенджамін Прауд проплив ще за 22.76 (2022), 22.78 (2018), 22.80 (2017), 22.81 (2022), 22.91 (2023), 22.92 (2017), 22.93 (2014, 2018).
- Томас Чеккон проплив ще за 22.79 (2022), 22.84 (2023), 22.86 (2022), 22.88 (2022), 22.89 (2022), 22.92 (2023).
- Майкл Ендрю проплив ще за 22.80 (2019), 22.87 (2022), 22.89 (2022), 22.90 (2022), 22.93 (2018).
- Джейкоб Пітерс проплив ще за 22.85 (2023), 22.89 (2023), 22.92 (2023).
- Ділан Картер проплив ще за 22.87 (2022), 22.89 (2023).
- Нілс Корстаньє проплив ще за 22.90 (2022).
- Сезар Сьєло Фільйо проплив ще за 22.91 (2014).
- Себастьян Сабо проплив ще за 22.91 (2022), 22.93 (2019).
- Фредерік Буске проплив ще за 22.93 (2013).

### Чоловіки на короткій воді
- Актуально станом на грудень 2023[35]

| Міс. | Час   | Плавець                 | Дата              | Місце      | Пос.   |
| ---- | ----- | ----------------------- | ----------------- | ---------- | ------ |
| 1    | 21.67 | Ное Понті (SWE)         | 20 жовтня 2024    | Шанхай     |        |
| 2    | 21.75 | Ніколас Сантуш (BRA)    | 6 жовтня 2018     | Будапешт   |        |
| 2    | 21.75 | Себастьян Сабо (HUN)    | 6 листопада 2021  | Казань     | [ 13 ] |
| 3    | 21.79 | Ное Понті (SUI)         | 9 грудня 2023     | Отопень    | [ 36 ] |
| 4    | 21.80 | Штеффен Дайблер (GER)   | 14 листопада 2009 | Берлін     |        |
| 5    | 21.87 | Роланд Шуман (RSA)      | 14 листопада 2009 | Берлін     |        |
| 6    | 21.95 | Чад ле Клос (RSA)       | 6 грудня 2014     | Доха       |        |
| 7    | 21.98 | Ділан Картер (TRI)      | 20 грудня 2021    | Абу-Дабі   | [ 37 ] |
| 8    | 21.99 | Том Шілдс (USA)         | 9 жовтня 2021     | Будапешт   | [ 38 ] |
| 9    | 22.01 | Teong Tzen Wei (SGP)    | 13 грудня 2022    | Мельбурн   | [ 39 ] |
| 9    | 22.01 | Teong Tzen Wei (SGP)    | 14 грудня 2022    | Мельбурн   | [ 40 ] |
| 10   | 22.02 | Маттео Ріволта (ITA)    | 20 грудня 2021    | Абу-Дабі   | [ 37 ] |
| 11   | 22.04 | Кайлеб Дрессел (USA)    | 16 листопада 2020 | Будапешт   | [ 41 ] |
| 12   | 22.06 | Максім Груссе (FRA)     | 9 грудня 2023     | Отопень    | [ 36 ] |
| 13   | 22.07 | Йоганнес Дітріх (GER)   | 13 грудня 2009    | Стамбул    |        |
| 13   | 22.07 | Олег Костін (RUS)       | 9 листопада 2019  | Казань     |        |
| 15   | 22.08 | Марцін Цесляк (POL)     | 18 грудня 2020    | Olsztyn    |        |
| 16   | 22.09 | Флоран Маноду (FRA)     | 23 листопада 2014 | Монпельє   |        |
| 17   | 22.10 | Джейкоб Пітерс (GBR)    | 9 грудня 2023     | Отопень    | [ 36 ] |
| 18   | 22.14 | Маріус Кюш (GER)        | 13 грудня 2022    | Мельбурн   | [ 42 ] |
| 19   | 22.15 | Даніел Зайцев (EST)     | 14 грудня 2022    | Мельбурн   | [ 43 ] |
| 20   | 22.17 | Володимир Морозов (RUS) | 17 листопада 2018 | Сінгапур   |        |
| 20   | 22.17 | Фредерік Буске (FRA)    | 13 грудня 2009    | Стамбул    |        |
| 22   | 22.18 | Аморі Лево (FRA)        | 14 грудня 2008    | Рієка      |        |
| 22   | 22.18 | Бенджамін Прауд (GBR)   | 16 грудня 2017    | Копенгаген |        |
| 22   | 22.18 | Бенджамін Прауд (GBR)   | 4 грудня 2021     | Ейндговен  | [ 44 ] |
| 24   | 22.19 | Кавамото Такесі (JPN)   | 17 жовтня 2020    | Токіо      |        |
| 24   | 22.19 | Томас Чеккон (ITA)      | 5 листопада 2021  | Казань     | [ 45 ] |

#### Нотатки
Нижче подано список інших часів, однакових або кращих за 22.19:
- Ніколас Сантуш проплив ще за 21.78 (2020, 2022), 21.80 (2021), 21.93 (2021), 21.98 (2021), 22.08 (2022), 22.09 (2021), 22.12 (2021).
- Себастьян Сабо проплив ще за 21.86 (2020, 2023), 21.90 (2022), 21.96 (2023), 21.97 (2021), 21.98 (2022), 22.00 (2021), 22.07 (2022), 22.11 (2021), 22.14 (2021).
- Ное Понті проплив ще за 21.96 (2022), 22.01 (2022), 22.04 (2022), 22.17 (2023), 22.18 (2023).
- Чад ле Клос проплив ще за 21.98 (2016), 22.09 (2022), 22.11 (2022).
- Ділан Картер проплив ще за 21.99 (2022), 22.02 (2022), 22.11 (2022), 22.14 (2022), 22.18 (2021).
- Том Шілдс проплив ще за 22.09 (2021), 22.19 (2021).
- Олег Костін проплив ще за 22.10 (2021).
- Маттео Ріволта проплив ще за 22.14 (2021).
- Маріус Кюш проплив ще за 22.17 (2022), 22.19 (2022).
- Teong Tzen Wei проплив ще за 22.18 (2022).
- Максім Груссе проплив ще за 22.19 (2023).

### Жінки на довгій воді
- Актуально станом на лютий 2024[46]

| Міс. | Час   | Плавчиня                         | Дата            | Місце        | Пос.   |
| ---- | ----- | -------------------------------- | --------------- | ------------ | ------ |
| 1    | 24.43 | Сара Шестрем (SWE)               | 5 липня 2014    | Бурос        |        |
| 2    | 25.05 | Чжан Юйфей (CHN)                 | 28 липня 2023   | Фукуока      | [ 47 ] |
| 3    | 25.07 | Тереза Альсгаммар (SWE)          | 31 липня 2009   | Рим          |        |
| 4    | 25.11 | Ікее Рікако (JPN)                | 10 червня 2018  | Кане         |        |
| 4    | 25.11 | Gretchen Walsh (USA)             | 28 червня 2023  | Індіанаполіс | [ 48 ] |
| 6    | 25.17 | Мелані Енік (FRA)                | 19 червня 2021  | Шартр        | [ 49 ] |
| 7    | 25.20 | Франческа Голсолл (GBR)          | 24 липня 2014   | Глазго       |        |
| 8    | 25.24 | Джанетт Оттесен (DEN)            | 3 серпня 2013   | Барселона    |        |
| 8    | 25.24 | Раномі Кромовідьойо (NED)        | 13 березня 2021 | Амстердам    |        |
| 10   | 25.28 | Марлен Велдгойс (NED)            | 31 липня 2009   | Рим          |        |
| 11   | 25.30 | Аріна Суркова (RUS)              | 19 квітня 2023  | Казань       | [ 50 ] |
| 12   | 25.31 | Голлі Барратт (AUS)              | 16 серпня 2019  | Сінгапур     |        |
| 13   | 25.33 | Марі Ваттель (FRA)               | 13 серпня 2022  | Рим          | [ 51 ] |
| 13   | 25.33 | Торрі Гаск (USA)                 | 28 червня 2022  | Індіанаполіс | [ 48 ] |
| 15   | 25.37 | Лу Ін (CHN)                      | 8 серпня 2015   | Казань       |        |
| 16   | 25.38 | Фаріда Осман (EGY)               | 24 червня 2022  | Будапешт     | [ 52 ] |
| 17   | 25.43 | Клер Курзан (USA)                | 24 червня 2022  | Будапешт     | [ 52 ] |
| 18   | 25.47 | Кейт Кемпбелл (AUS)              | 1 березня 2018  | Голд-Кост    |        |
| 19   | 25.48 | Марік Гверер (AUS)               | 1 серпня 2009   | Рим          |        |
| 19   | 25.48 | Келсі Воррелл (USA)              | 29 липня 2017   | Будапешт     |        |
| 19   | 25.48 | Келсі Воррелл (USA)              | 26 липня 2018   | Ірвайн       |        |
| 19   | 25.48 | Келсі Воррелл (USA)              | 27 липня 2019   | Кванджу      |        |
| 21   | 25.50 | Дара Торрес (USA)                | 7 липня 2009    | Індіанаполіс |        |
| 21   | 25.50 | Інґе Деккер (NED)                | 10 квітня 2014  | Дордрехт     |        |
| 21   | 25.50 | Емілі Бекманн (DEN)              | 5 березня 2021  | Вайле        |        |
| 24   | 25.53 | Інгвілд Снілдал (NOR)            | 31 липня 2009   | Рим          |        |
| 24   | 25.53 | Arianna Vanderpool-Wallace (BAH) | 24 липня 2014   | Глазго       |        |

#### Нотатки
Нижче подано список інших часів, однакових або кращих за 25.53:
- Сара Шестрем пропливла ще за 24.60 (2017), 24.63 (2024), 24.69 (2015), 24.74 (2023), 24.76 (2017), 24.77 (2023), 24.79 (2019), 24.87 (2014), 24.88 (2024), 24.89 (2023), 24.90 (2017), 24.95 (2017, 2022), 24.96 (2015, 2017, 2022), 24.97 (2023), 24.98 (2014), 24.99 (2016), 25.02 (2017, 2019), 25.05 (2022), 25.06 (2015, 2023), 25.07 (2015, 2016, 2018, 2023), 25.08 (2024), 25.10 (2022), 25.11 (2018, 2018), 25.12 (2014, 2020), 25.13 (2022), 25.14 (2018), 25.15 (2016, 2017), 25.16 (2018), 25.18 (2016), 25.19 (2018), 25.21 (2022), 25.22 (2018), 25.23 (2014, 2015), 25.24 (2016, 2023), 25.25 (2017, 2023, 2023, 2023), 25.26 (2017, 2022), 25.27 (2016), 25.28 (2023), 25.30 (2015, 2017, 2022), 25.32 (2019), 25.33 (2018), 25.34 (2019), 25.35 (2015, 2017), 25.37 (2016), 25.39 (2018, 2019), 25.41 (2015), 25.42 (2016, 2021, 2023), 25.43 (2015, 2018, 2022), 25.46 (2022), 25.48 (2019), 25.51 (2017, 2018), 25.52 (2014), 25.53 (2018).
- Чжан Юйфей пропливла ще за 25.14 (2023), 25.17 (2023), 25.20 (2023), 25.29 (2023), 25.31 (2023), 25.32 (2022, 2023), 25.39 (2022), 25.47 (2023).
- Мелані Енік пропливла ще за 25.24 (2020), 25.27 (2024), 25.30 (2021), 25.31 (2022), 25.41 (2022), 25.44 (2024), 25.46 (2021), 25.52 (2020), 25.53 (2021), 25.44 (2024).
- Ікее Рікако пропливла ще за 25.25 (2018), 25.32 (2018), 25.46 (2017), 25.49 (2022), 25.53 (2018).
- Джанетт Оттесен пропливла ще за 25.27 (2014, 2015), 25.29 (2012), 25.34 (2014, 2015), 25.41 (2014), 25.43 (2014), 25.44 (2016), 25.48 (2015), 25.49 (2014), 25.50 (2013, 2016), 25.51 (2015, 2015, 2015), 25.53 (2015).
- Раномі Кромовідьойо пропливла ще за 25.30 (2021), 25.32 (2020), 25.35 (2019), 25.36 (2021), 25.38 (2017, 2020), 25.43 (2021), 25.53 (2013).
- Марлен Велдгойс пропливла ще за 25.33 (2009).
- Франческа Голсолл пропливла ще за 25.35 (2016), 25.36 (2014), 25.39 (2014), 25.48 (2016).
- Торрі Гаск пропливла ще за 25.38 (2023), 25.45 (2022).
- Фаріда Осман пропливла ще за 25.39 (2017), 25.46 (2022), 25.47 (2019), 25.48 (2018).
- Лу Ін пропливла ще за 25.42 (2013).
- Тереза Альсгаммар пропливла ще за 25.44 (2009), 25.46 (2007), 25.50 (2010), 25.52 (2011).
- Gretchen Walsh пропливла ще за 25.46 (2023), 25.48 (2023).
- Кейт Кемпбелл пропливла ще за 25.49 (2019), 25.51 (2018).
- Клер Курзан пропливла ще за 25.49 (2022).
- Марі Ваттель пропливла ще за 25.50 (2019), 25.51 (2021)

### Жінки на короткій воді
- Актуально станом на листопад 2023[53]

| Міс. | Час   | Плавчиня                  | Дата              | Місце           | Пос.   |
| ---- | ----- | ------------------------- | ----------------- | --------------- | ------ |
| 1    | 24.38 | Тереза Альсгаммар (SWE)   | 22 листопада 2009 | Сінгапур        |        |
| 2    | 24.44 | Раномі Кромовідьойо (NED) | 19 грудня 2021    | Абу-Дабі        | [ 54 ] |
| 3    | 24.50 | Сара Шестрем (SWE)        | 7 листопада 2021  | Казань          | [ 55 ] |
| 4    | 24.55 | Клер Курзан (USA)         | 19 грудня 2021    | Абу-Дабі        | [ 54 ] |
| 5    | 24.56 | Мелані Енік (FRA)         | 5 грудня 2019     | Глазго          |        |
| 6    | 24.58 | Аріна Суркова (RUS)       | 22 листопада 2023 | Санкт-Петербург | [ 56 ] |
| 7    | 24.59 | Інґе Деккер (NED)         | 1 вересня 2014    | Дубай           |        |
| 8    | 24.64 | Меґґі Мак-Ніл (CAN)       | 14 грудня 2022    | Мельбурн        | [ 57 ] |
| 8    | 24.64 | Торрі Гаск (USA)          | 14 грудня 2022    | Мельбурн        | [ 58 ] |
| 10   | 24.69 | Марік Гверер (AUS)        | 15 листопада 2009 | Берлін          |        |
| 11   | 24.71 | Джанетт Оттесен (DEN)     | 5 грудня 2014     | Доха            |        |
| 11   | 24.71 | Ікее Рікако (JPN)         | 13 січня 2018     | Токіо           |        |
| 11   | 24.71 | Чжан Юйфей (CHN)          | 14 грудня 2022    | Мельбурн        | [ 58 ] |
| 14   | 24.75 | Беріль Гастальделло (FRA) | 17 жовтня 2020    | Будапешт        |        |
| 14   | 24.75 | Голлі Барратт (AUS)       | 29 жовтня 2021    | Казань          | [ 59 ] |
| 16   | 24.80 | Madeline Banic (USA)      | 22 листопада 2020 | Будапешт        | [ 60 ] |
| 17   | 24.86 | Келсі Воррелл (USA)       | 21 листопада 2021 | Ейндговен       |        |
| 18   | 24.90 | Фелісіті Гелвес (AUS)     | 17 грудня 2010    | Дубай           |        |
| 19   | 24.92 | Маайке де-Ваард (NED)     | 13 грудня 2022    | Мельбурн        | [ 61 ] |
| 20   | 24.94 | Емма Маккеон (AUS)        | 29 жовтня 2021    | Казань          | [ 59 ] |
| 21   | 25.00 | Гінкелін Схредер (NED)    | 11 грудня 2009    | Стамбул         |        |
| 22   | 25.03 | Сільвія ді П'єтро (ITA)   | 6 листопада 2021  | Казань          | [ 62 ] |
| 23   | 25.04 | Сара Юневік (SWE)         | 13 грудня 2022    | Мельбурн        | [ 63 ] |
| 24   | 25.07 | Ai Soma (JPN)             | 16 жовтня 2021    | Токіо           |        |
| 25   | 25.09 | Анна Нтунтунакі (GRE)     | 7 листопада 2021  | Казань          | [ 55 ] |

#### Нотатки
Нижче подано список інших часів, однакових або кращих за 25.09:
- Тереза Альсгаммар пропливла ще за 24.46 (2009), 24.75 (2009).
- Раномі Кромовідьойо пропливла ще за 24.47 (2018), 24.61 (2021), 24.74 (2021), 24.97 (2021).
- Сара Шестрем пропливла ще за 24.51 (2021), 24.52 (2017), 24.92 (2021), 24.94 (2021).
- Меґґі Мак-Ніл пропливла ще за 24.75 (2022), 24.78 (2022).
- Чжан Юйфей пропливла ще за 24.75 (2022), 24.79 (2022), 24.91 (2021), 24.97 (2021).
- Голлі Барратт пропливла ще за 24.77 (2021), 24.80 (2018), 25.06 (2021).
- Аріна Суркова пропливла ще за 24.84 (2022), 24.87 (2020).
- Беріль Гастальделло пропливла ще за 24.85 (2022), 25.06 (2022).
- Торрі Гаск пропливла ще за 24.86 (2022), 24.88 (2021).
- Мелані Енік пропливла ще за 24.88 (2022), 24.91 (2022), 24.92 (2022), 25.02 (2018).
- Клер Курзан пропливла ще за 24.92 (2022), 24.96 (2022).
- Келсі Воррелл пропливла ще за 24.93 (2018).
- Маайке де-Ваард пропливла ще за 24.94 (2020), 24.97 (2021), 24.98 (2022).
- Емма Маккеон пропливла ще за 24.97 (2021), 25.07 (2021), 25.10 (2021).
- Марік Гверер пропливла ще за 24.99 (2008).